# Conus zylmanae
Conus zylmanae é uma espécie de gastrópode do gênero Conus, pertencente à família Conidae.